# Вештица: роман у сировом стању
Вештица: роман у сировом стању: (свеска једног писца) (мкд. Вештица) је роман македонског романсијера, драмског писца, песника, есејисте, критичара и књижевног теоретичара Венка Андоновског (мкд. Венко Андоновски) објављен 2006. године. Српско издање књиге објавила је Задужбина Петар Кочић из Београда и Бања Луке 2013. године, у преводу Гордане Јовић-Стојковске.

## О аутору
Венко Андоновски (Куманово, 1964) је један од најзначајнијих и најчитанијих савремених македонских писаца. Студирао је и докторирао на Филолошком факултету у Скопљу, где је тренутно професор теорије књижевности. Добитник је „Рацинове награде“, Награде „Утринског весника“ за роман године, Награде „Стале Попов“ и Награде „Балканика“ за најбољу балканску књигу године. Писао је поезију, приповетке, романе, драме, као и стручне књиге.

## О књизи
Венко Анденовски у роману Вештица говори о геноциду мушкараца над женама у 17. веку, када су вештице спаљиване на ломачама. Говори и о односу полова уопште. Вештице су сурова и нежна прича о моћи и страсти, а делује на још два нивоа: као измишљена биографија аутора и као прилика да читалац учествује у роману, при чему он одређује судбину ликова и аутора.
У периоду од 10. до 18. века У Европи на ломачама је спаљено између 250.000 жена, оптужених да су вештице и да су склопиле договор са ђаволом, односно да су имале полни однос са њим. Они који су им судили и били њихови тужиоци су најчешће били мужеви тих жена. Наиме, прича је о једном од највећих геноцида у досадашњој историји човечанства: геноциду мушкараца над женама, о коме и данас ретко ко жели да прича. О овом злочину постоји само мало података записано, и који се налазе у библиотекама, под „правном“ формулацијом: impotentio ex maleficio (импотенција изазвана злобом и озлојеђеношћу).
На насловној страни стоји пишчева реченица као савет: Упозорење: није за особе млађе од ветра!

## Радња
У седамнаестом веку девојка из Македоније игром судбине одлази у Хрватску. Тамо је велики прогон вештица – жена које су склопиле сексуални пакт са ђаволом. У исто време, из Италије Падре Бењамин, лични пријатељ Ђордана Бруна, долази у Хрватску да учествује у прогону инквизиције и суђењима вештицама. Девојку из Македоније оптужују да је склопила пакт са ђаволом само зато што не воли свог мужа са којим је у уговореном браку. Њен спаситељ постаје теолог Падре Бењамин уместо да буде њен џелат. Међу њима се рађа огњена љубав, као огањ на ломачи на којој горе јеретици. Да ли ће девојка стварно горети на ломачи или ће се поново родити у двадесетом веку попут писца који пише Вештицу и верног читаоца који се поистовећује са женским ликом свог романа?

## Награде
Венко Андоновски за роман "Вештица" је добио књижевне награде "Кочићево перо" за пролеће и лето 2011. године.

## Занимљивост
Роман "Вештица" Венка Андоновског је прва књига која је објављена у 2013. години, а њен први примерак је, у оквиру традиционалне "Књижевне стазе Дједа Мраза", положен на споменик Петру Кочићу у Бања Луци. Податак о првој књизи на свету у 2013. години стоји и на корицама књиге.